# Йовав
Йовав (יובב‎, кін. XII ст. до н. е.‎) — 2-й відомий цар Ідумеї (Едома). Згадується в Книзі Буття

## Життєпис
Ймовірно належав до правлячого клану. Син якогось Зера. Значна частина дослідників ототожнюють його з біблейським персонажем Йовом. Девіда Дж. Гібсона пропонує детальний захист цієї теорії, заснованої на численних писаннях з Книги Йова, особистих імен, географії, занять та сучасників.
Про його діяльність практично відсутні відомості. Переніс резиденцію до Босри. З огляду на ототожнення з Йовом, напевне, мав мирні відносини з сусідами, активно розбудовуючи свою державу. Йому спадкував Гушам.